# Grand Theft Auto: The Ballad of Gay Tony
Grand Theft Auto: The Ballad of Gay Tony là bản mở rộng thứ hai trong số hai phần dành cho tựa game năm 2008 Grand Theft Auto IV, do hãng Rockstar North phát triển và được Rockstar Games phát hành. Trò chơi được phát hành riêng cho hệ máy Xbox 360 vào ngày 29 tháng 10 năm 2009, và cho PlayStation 3 cùng Windows vào ngày 13 tháng 4 năm 2010, như một phần của phiên bản dựa trên đĩa game độc lập mang tên Grand Theft Auto: Episodes from Liberty City, còn chứa cả bản Grand Theft Auto: The Lost and Damned và không cần phải chơi tựa game gốc. Microsoft đã thêm Episodes from Liberty City vào danh sách tương thích ngược cho nền tảng Xbox One vào tháng 2 năm 2017.
Lấy bối cảnh đồng thời với các sự kiện của Grand Theft Auto IV và The Lost and Damned, The Ballad of Gay Tony theo chân Luis Fernando Lopez, cựu vệ sĩ buôn ma túy người Mỹ gốc Dominica và là bạn thân nhất của Anthony "Gay Tony" Prince, tay trùm quản lý hộp đêm và người có địa vị cao trong xã hội ở Liberty City. Cốt truyện chính của phần này tập trung vào những nỗ lực của Luis hòng giúp Tony vượt qua nhiều vấn đề khác nhau, bao gồm ma túy, nợ nần, tranh chấp với các gia đình tội phạm Mafia và những nỗ lực nhằm vào mạng sống của cả hai. Nó cũng kết nối những kết thúc lỏng lẻo từ Grand Theft Auto IV và The Lost and Damned liên quan đến cốt truyện bán kim cương kết nối cả ba phiên bản.
Trò chơi nhận được phần lớn đánh giá tích cực từ giới phê bình và được coi là một trong những gói nội dung tải về hay nhất mọi thời đại.

## Cốt truyện
Năm 2008, sau khi chứng kiến vụ cướp Ngân hàng Liberty, Luis Fernando Lopez (Mario D'Leon) gặp ông chủ và đối tác kinh doanh của mình, chủ hộp đêm "Gay" Tony Prince (David Kenner). Đấu tranh để điều hành các câu lạc bộ Maisonette 9 và Hercules, Tony phải vay tiền từ gia đình tội phạm Ancelotti và Mori Kibbutz (Jeff Gurner) để duy trì hoạt động của họ, cuối cùng phải gánh một khoản nợ lớn. Luis thấy mình đang làm việc với cả Mori và Rocco Pelosi (Greg Siff), một tên cướp Ancelotti, để trả nợ cho Tony. Đồng thời, anh giúp đỡ những người bạn buôn bán ma túy của mình – Armando Torres (Jaime Fernandez) và Henrique Bardas (J Salome Martinez Jr.) – thoát khỏi một số giao dịch thất bại và hỗ trợ Yusuf Amir (Omid Djalili), một nhà phát triển bất động sản ở Các Tiểu vương quốc Ả Rập Thống nhất quan tâm đến việc mua lại mấy câu lạc bộ của Tony, với việc đánh cắp một chiếc trực thăng tấn công và giết chết nhiều tay buôn bán vũ khí, lấy cắp một xe bọc thép chở quân và một đoàn tàu điện ngầm. Luis nhanh chóng trở nên khó chịu với việc Tony không nắm quyền kiểm soát các câu lạc bộ của mình và những vấn đề liên tục mà hắn ta mang lại từ các khoản nợ của mình, nhưng cuối cùng Luis cũng giải quyết được vấn đề với Mori.
Về sau, Tony lên kế hoạch mua số kim cương lậu trị giá 2 triệu USD để bán với giá cao hơn. Tuy nhiên, thương vụ này bị trận phục kích của các thành viên thuộc băng nhóm đua xe The Lost, do Johnny Klebitz (Scott Hill), cầm đầu, dẫn đến cái chết của bạn trai Tony là Evan Moss (Rob Youells) và mất đi số kim cương. Tony nhanh chóng tìm ra những viên kim cương bị đánh cắp và nhờ Luis phục kích cuộc trao đổi giữa Johnny, Niko Bellic (Michael Hollick), và đám người Do Thái để lấy lại số kim cương này. Trong suốt thời gian này, Luis còn làm việc cho trùm tội phạm người Nga Ray Bulgarin (Vitali Baganov), kẻ đề nghị giúp trang trải các khoản nợ của Tony, nhưng lại từ chối khi anh tiết lộ những viên kim cương ban đầu là tài sản của mình. Don Giovanni Ancelotti nhanh chóng ra lệnh cho Luis và Tony đưa những viên kim cương như một khoản tiền chuộc cho con gái ông ta là Gracie (Rebecca Benhayon) đang bị Niko bắt cóc. Những viên kim cương này sau cùng đã bị mất khi Bulgarin cản trở cuộc trao đổi, mặc dù Luis và Tony vẫn tìm cách giải cứu Gracie và trả về cho cha cô.
Rocco sau đó đến gặp Luis và khuyên anh ta nên giết Tony để lấy lòng Bulgarin, để anh ta tha cho hắn. Dù dự định làm như vậy nhưng rốt cuộc Luis vẫn từ chối và chống trả người của Bulgarin khi họ tấn công Maisonette 9. Quyết định trả đũa, Luis bảo Tony hãy ẩn náu trong khi anh ta phá vỡ hoạt động ma túy của Bulgarin. Biết rằng Bulgarin đang chuẩn bị rời khỏi thành phố, Luis truy đuổi hắn ta với sự giúp đỡ của Yusuf và giết được hắn trên máy bay riêng của mình. Bulgarin vội thả một quả lựu đạn phá hủy cả máy bay, nhưng Luis đã nhảy dù xuống nơi an toàn. Tái hợp cùng Tony, cặp đôi quyết định mở lại câu lạc bộ, từ chối đề nghị bán lại cho Yusuf, vì họ muốn giữ nơi đây là "công việc kinh doanh gia đình" vào lúc này.
Ở một nơi khác, những viên kim cương được một cựu chiến binh Chiến tranh Việt Nam vô gia cư tìm thấy trong thùng rác rồi đem bán lấy tiền và khởi hành đến Vice City.

## Lối chơi
Grand Theft Auto: The Ballad of Gay Tony là game hành động phiêu lưu lấy bối cảnh thế giới mở của Liberty City. Nó có lối chơi và bối cảnh tương tự như Grand Theft Auto IV. Người chơi có thể làm lại nhiệm vụ để cải thiện điểm số của mình. Người chơi cũng có các hoạt động mới, nghề phụ, phương tiện và vũ khí. Luis có thể kêu gọi bạn bè của mình, Armando và Henrique, sử dụng khả năng đặc biệt của họ: Armando có thể bán vũ khí cho Luis trong khi Henrique có thể cung cấp cho anh ta một chiếc xe. Luis cũng có thể đưa họ đi tham gia các hoạt động kết bạn. Một bổ sung đáng chú ý, đã được giới thiệu trước đây trong Grand Theft Auto: Chinatown Wars, là hệ thống tính điểm cho các nhiệm vụ. Điểm số không có tác dụng nhưng đánh giá hiệu suất tổng thể của người chơi trong một nhiệm vụ cũng như các mục tiêu duy nhất mà họ đã hoàn thành.
The Ballad of Gay Tony có "công việc phụ" để người chơi kiếm thêm tiền. Chúng bao gồm Cuộc chiến Ma túy (Drug Wars), Cuộc đua Ba môn Phối hợp (Triathlon Races), quản lý hộp đêm của Prince, tham gia Giải đấu Ngầm (Underground Fight Tournament) và nhảy BASE. Cuộc chiến ma túy diễn ra tương tự như Cuộc chiến Băng đảng (Gang Wars) trong The Lost and Damned; người chơi phải lấy được một kho ma túy và mang nó đến điểm giao hàng, với nhiều biến thể, trong khi bị các băng nhóm đối thủ truy đuổi. Cuộc đua Ba môn Phối hợp bao gồm nhảy dù đến một nhóm thuyền, chèo thuyền qua các điểm checkpoint, hạ cánh tại một nhóm ô tô và đua xe đường phố về đích. Quản lý Câu lạc bộ (Club Management) tập trung vào việc Luis làm nhân viên bảo vệ cho các câu lạc bộ của Prince, xử lý các tình huống với những người tham gia câu lạc bộ hoặc hỗ trợ/tài xế VIP.
Những hoạt động mới khác bao gồm chơi gôn tại sân tập, minigame khiêu vũ tại câu lạc bộ, trò chơi uống rượu và khúc côn cầu trên không. Vũ khí, phương tiện và dù mới cũng được bổ sung trong bản mở rộng này. Những thay đổi nhỏ khác bao gồm màn hình được sửa đổi và HUD, chẳng hạn như máy đo độ cao khi người chơi ở trên không. Mục chơi nối mạng của game đã thêm vào các hoạt động mới.

## Đón nhận
Grand Theft Auto: The Ballad of Gay Tony nhận được đánh giá "nói chung là tích cực" từ giới phê bình, theo trang tổng hợp kết quả đánh giá Metacritic. Tại Lễ trao giải Trò chơi điện tử Spike năm 2009, The Ballad of Gay Tony đã được trao giải DLC hay nhất. Complex đã xếp hạng Anthony "Gay Tony" Prince là nhân vật trò chơi điện tử LGBT thú vị nhất trong danh sách năm 2013, coi nhân vật là "mớ hỗn độn nóng bỏng của dòng game GTA".